# 都電金杉線
金杉線（かなすぎせん）は、かつて存在した東京都電車（都電）の路線の一つである。東京都港区の三田停留場と同区内の新橋停留場を結んでおり、全区間が国道15号（現在の第一京浜）上に敷設されていた。1903年（明治36年）に都電の前身の一つである東京電車鉄道が東京で最初の路面電車として開業させた歴史ある路線だったが、1967年（昭和42年）に全線が廃止された。

## 路線概要
全長2.6km（1951年3月末時点）、全線複線かつ併用軌道で、三田停留場 - 新橋停留場間の全区間が国道15号（現在の第一京浜）上に敷設されていた。1903年（明治44年）8月22日に東京電車鉄道が開業した都電で最も古い路線の一つであり、そのルーツは1897年（明治30年）に開業した品川馬車鉄道にまで遡る。
起点の三田停留場は国道15号と日比谷通り（都道409号）が交わる芝五丁目交差点に位置し、品川駅前から国道15号を北上してくる品川線と、同停留場を起点に日比谷通りを北上し日比谷公園に至る三田線との接続地点であった。ただし金杉線と三田線との間に連絡線は無く、三田線は品川線品川駅前方面にのみ直通可能な配線となっていた。
三田から国道15号を北上していくと、国道130号との芝四丁目交差点には東京港口停留所が設置されていて芝浦線が合流していた。芝浦線は1920年（大正9年）に東京市電気局芝浦車両工場への引き込み線として敷設された路線で、1926年（大正15年）から1944年（昭和19年）までの18年間のみ旅客営業が行われていた。次いで金杉橋停留場では古川の南岸に沿う区道を東進してきた古川線が合流し、浜松町一丁目停留場でも神谷町を経て六本木へ向かう六本木線が分岐していた。
終点の新橋停留場は南北方向の国道15号（中央通り・第一京浜）と東西方向の都道316号（昭和通り）、405号（外堀通り）が交わる新橋交差点に位置していた。同停留場は国道15号を更に北上していく本通線と接続し、また外堀通りを虎ノ門へ向かう蓬莱橋線と連絡していた。蓬莱橋線とは1961年（昭和36年）に新橋 - 汐留間が廃止されるまで平面交差していて、通常の運転系統では使用されなかったものの、虎ノ門方面 - 銀座方面を直通できる線路があった。同区間の廃止後は交差点の西側で打ち切られ、平面交差および連絡側線も消滅した。
金杉線を経由する運転系統は、全区間を走破する品川駅前 - 上野駅前間の1系統と、五反田駅前 - 銀座二丁目間の4系統が金杉橋 - 新橋間を通るのみであった。

## 年表
- 1897年（明治30年）12月頃：品川馬車鉄道の馬車鉄道路線として新橋 - 品川八ツ山間開業。
- 1899年（明治32年）6月19日：品川馬車鉄道が東京馬車鉄道に買収され同社の路線となる。
- 1903年（明治36年）8月22日：東京馬車鉄道から改称した東京電車鉄道の路面電車路線として、薩摩原停留場 - 芝口停留場間が電化開業。芝橋、金杉二丁目、金杉橋、大門、宇田川町、露月町、源助町の各停留場開設。
- 1906年（明治39年）9月11日：東京市街鉄道、東京電気鉄道との合併により誕生した東京鉄道の路線となる。
- 1911年（明治44年）頃：芝口停留場を新橋ステーション前停留場（初代）に改称。
  - 8月1日：東京市による東京鉄道買収により東京市電の路線となる。

- 1914年（大正3年）頃：新橋ステーション前停留場（初代）を芝口停留場に改称。源助町停留場廃止。新橋ステーション前停留場（2代目）開設。
- 1918年（大正7年）頃：新橋ステーション前停留場（2代目）を新橋駅前停留場に改称。
- 1919年（大正8年）頃：芝橋停留場を本芝一丁目停留場に改称。金杉二丁目停留場廃止。
- 1930年（昭和5年）頃：薩摩原停留場を三田停留場に、本芝一丁目停留場を芝橋停留場に改称。
- 1932年（昭和7年）頃：宇田川町停留場を浜松町一丁目停留場に改称。
- 1933年（昭和8年）頃：露月町停留場を新橋五丁目停留場に、芝口停留場を新橋停留場（2代目）に改称。
- 1941年（昭和16年）頃：芝橋停留場を東京港口停留場に改称。
- 1943年（昭和18年）7月1日：都制施行に伴う組織改編により東京都電の路線となる。
- 1944年（昭和19年）10月5日：新橋五丁目、新橋駅前の各停留場廃止。
- 1948年（昭和23年）8月25日：旧新橋五丁目停留場を再設置。
- 1967年（昭和42年）12月10日：第一次撤去により全線廃止。

## 停留場一覧
- 停留場名、キロ程、改廃日などは特記ない場合『日本鉄道旅行地図帳5号』34頁を出典とする。
- 停留場名、接続路線、運転系統は1962年（昭和37年）10月時点のもの。停留場名が灰色網掛けのものは1962年時点での廃止停留場である。
- ●：停車、｜：通過

| 停留場名                                   | キロ程 | 運転系統 | 運転系統 | 接続路線                                                        | 備考                    |
| 停留場名                                   | キロ程 | 1        | 4        | 接続路線                                                        | 備考                    |
| ------------------------------------------ | ------ | -------- | -------- | --------------------------------------------------------------- | ----------------------- |
| 三田（みた）                               | 0.0    | ●        |          | 品川線（1系統）、三田線（2・37系統）、国鉄田町駅                |                         |
| 東京港口（とうきょうこうぐち）             | 0.5    | ●        |          | 芝浦線                                                          |                         |
| 金杉二丁目（かなすぎにちょうめ）           | 0.7    | ｜       |          |                                                                 | 1919年（大正8年）頃廃止 |
| 金杉橋（かなすぎばし）                     | 0.9    | ●        | ●        | 古川線（4・34系統）                                             |                         |
| 大門（だいもん）                           | 1.3    | ●        | ●        | 国鉄浜松町駅                                                    |                         |
| 浜松町一丁目（はままつちょういっちょうめ） | 1.7    | ●        | ●        | 六本木線（33系統）                                              |                         |
| 新橋五丁目（しんばしごちょうめ）           | 2.1    | ●        | ●        |                                                                 |                         |
| 源助町（げんすけちょう）                   | 2.3    | ｜       | ｜       |                                                                 | 1914年（大正3年）頃廃止 |
| 新橋駅前（しんばしえきまえ）               | 2.4    | ｜       | ｜       | 国鉄新橋駅                                                      | 1918年（大正7年）頃廃止 |
| 新橋（しんばし）                           | 2.6    | ●        | ●        | 本通線（1・4・22・34系統）、蓬莱橋線（6系統）、国鉄・営団新橋駅 |                         |